# Chaetapiospora rhododendri
Chaetapiospora rhododendri är en svampart som först beskrevs av Tengwall, och fick sitt nu gällande namn av Arx 1952. Chaetapiospora rhododendri ingår i släktet Chaetapiospora och familjen Hyponectriaceae.   Inga underarter finns listade i Catalogue of Life.